# 中山二路 (蘆洲區)
中山二路（英語：Zhongshan 2nd Rd.）是新北市蘆洲區的一條道路，為蘆洲早期開發之處，頭尾與中山一路各交會一次，中山一路開闢前，為蘆洲當地主要道路。本道路自與中正路口起往西至中山一路口是北63線一部分，全長1.1公里。

## 行經路線
全線皆位於新北市蘆洲區內，起點為中山一路交會，東向西於終點再與中山一路交會一次共同匯入五股區四維路。

## 節點道路
- 市道103號中山一路(二次交會)
- 市道103號三民路
- 中央路
- 成功路
- 北63線中正路
- 北61線和平路
- 九芎街

## 沿路設施
- 鑫鑫烘培屋（46巷15號1樓）
- OK超商蘆洲中山店（77號）
- 新北市政府警察局蘆洲分局蘆洲派出所暨蘆洲交通分隊（92號）
- 功學社企業總部營運大樓（162號）
- 交通部公路總局蘆洲監理站（163號）
- 蘆洲得仁福德宮（無門牌，本路段與和平路口）
- 寶雅生活館蘆洲中山店（290號）
- 大都會客運蘆洲站（301之1號）
- 台灣中油中山二路站（309號）

## 公車站牌
該路公車站牌由東向西方向設置如下：
- 萬峰診所(僅單邊設站)
- 蘆洲派出所
- 蘆洲監理站
- 和平路口
- 蘆洲站(大都會客運調度站專用，單邊設站)
- 永安里